# Iglesia de Nuestra Señora de Lourdes (Santos Lugares)
La Iglesia de Nuestra Señora de Lourdes (conocida también como Iglesia de Lourdes) es un templo católico dedicado a la advocación mariana de Nuestra Señora de Lourdes ubicado en Santos Lugares, Buenos Aires, Argentina. Su diseño y ambientación está inspirado en el Santuario de Lourdes. 

## Historia
El 9 de mayo de 1921 se colocó la estatua de la Virgen de Lourdes, esta fue fabricada en Lyon, Francia, hecha en hierro fundido, estructura de 1,70 m y 400 kg de peso. Esto dio pie al inicio de la construcción de la iglesia, el encargado de llevar a cabo la construcción fue el Padre. Antonio Silbermann. El 11 de octubre de 1922 el obispo auxiliar de La Plata, Mons. Francisco Alberti, bendice la primera piedra de la Basílica de Lourdes, en presencia del doctor Luis Cantilo, en ese entonces Gobernador de la Provincia de Buenos Aires.
A mediados de 1930 el Padre. Jorge Neusch inaugura a 100 m de la basílica el Jardín de Infantes, lo que un tiempo después sería la Escuela Primaria y el Instituto Nuestra Señora de Lourdes. A fines de 1939 el Padre Enrique Tiscornia funda el Grupo Scout N° 24 "Nuestra Señora de Lourdes" enfrente de la basílica.
Su construcción duró aproximadamente cuarenta y cinco años finalizando su última obra a mediados del año 1967. Tres años después de la finalización de la obra, en 1970 se creó la librería que está ubicada actualmente en la entrada de la basílica. A mediados del 1972 se pone fin a la elevación de la torre central de la Basílica y se coloca la Cruz que culmina el edificio, esta hizo llegar a la basílica a una elevación máxima de 72,5 m.
En febrero del año 2003, tras el fallecimiento de Raúl Omar Rossi, obispo de la Diócesis de San Martín, se velaron sus restos en la Iglesia de Lourdes, dónde el Papa Francisco, quien era en ese entonces cardenal, encabezó la ceremonia brindando una misa ante más de 1500 personas.

## Cultura

#### Fiestas patronales de la Virgen
Cada 11 de febrero, miles de personas se acercan de todo el país al Santuario para celebrar las Fiestas Patronales de la Virgen de Lourdes. Normalmente se cortan las calles principales de Santos Lugares y se realizan bendiciones, procesiones y celebraciones para este histórico acontecimiento. En esta fecha miles de fieles vienen a renovar su devoción por la virgen y convierten a la Iglesia en una de las más visitadas de la Argentina.
En esas fechas se ocupa el día anterior y el día mencionado para hacer diferentes misas donde se alternan las intenciones y las ubicaciones centradas en los templos templos inferior, superior y la gruta.

#### Presentaciones de artistas
El 10 de febrero de 2023, el cantautor argentino Jairo dio inicio a las fiestas patronales dando un show en la gruta de la Iglesia con duración de 1 hora y 40 minutos para más de 3000 personas.

## Imágenes

Galería de imágenes de la Iglesia de Nuestra Señora de Lourdes por dentro en los últimos años
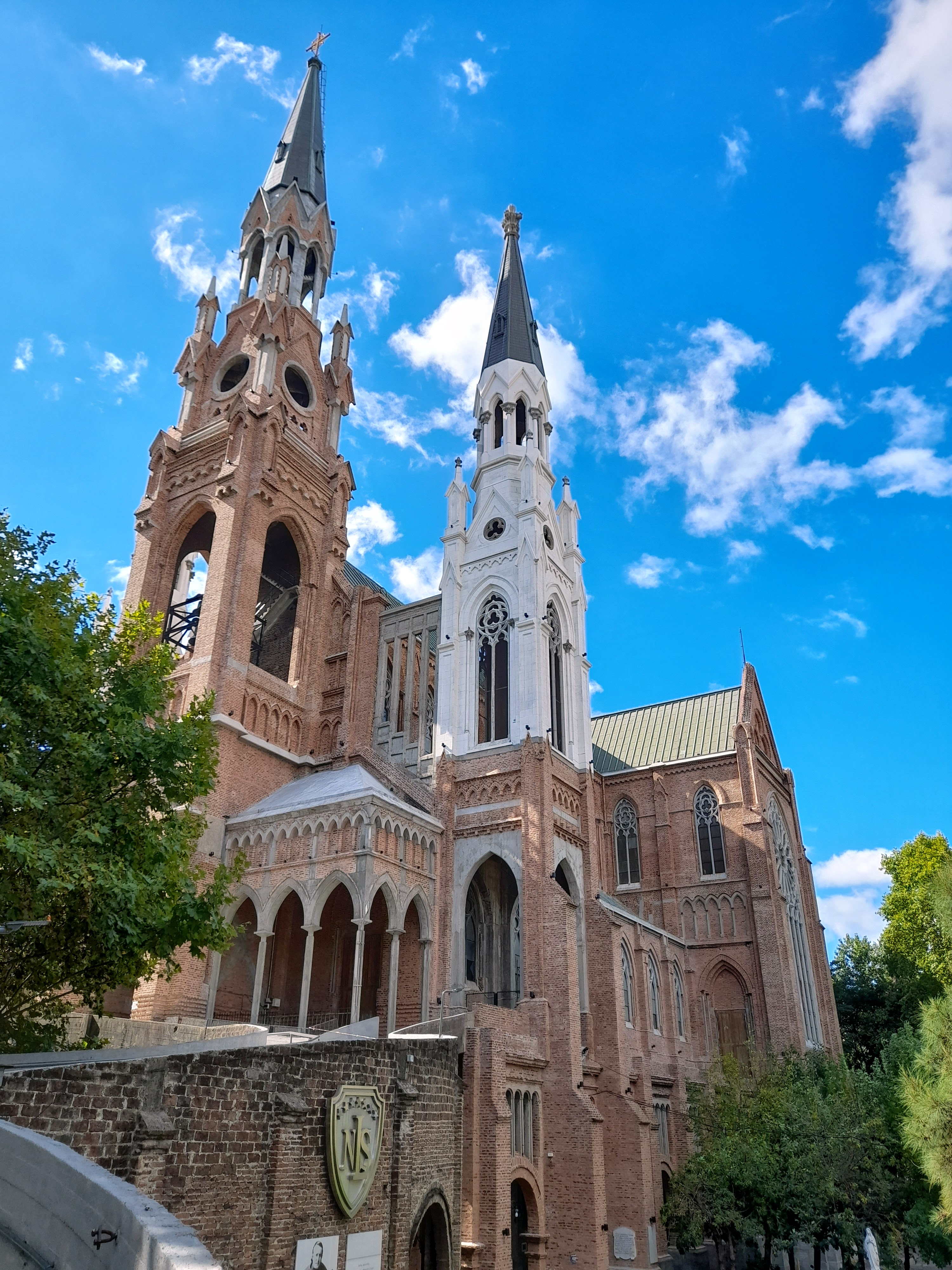
Vista del templo subiendo por la rampa derecha 2022.
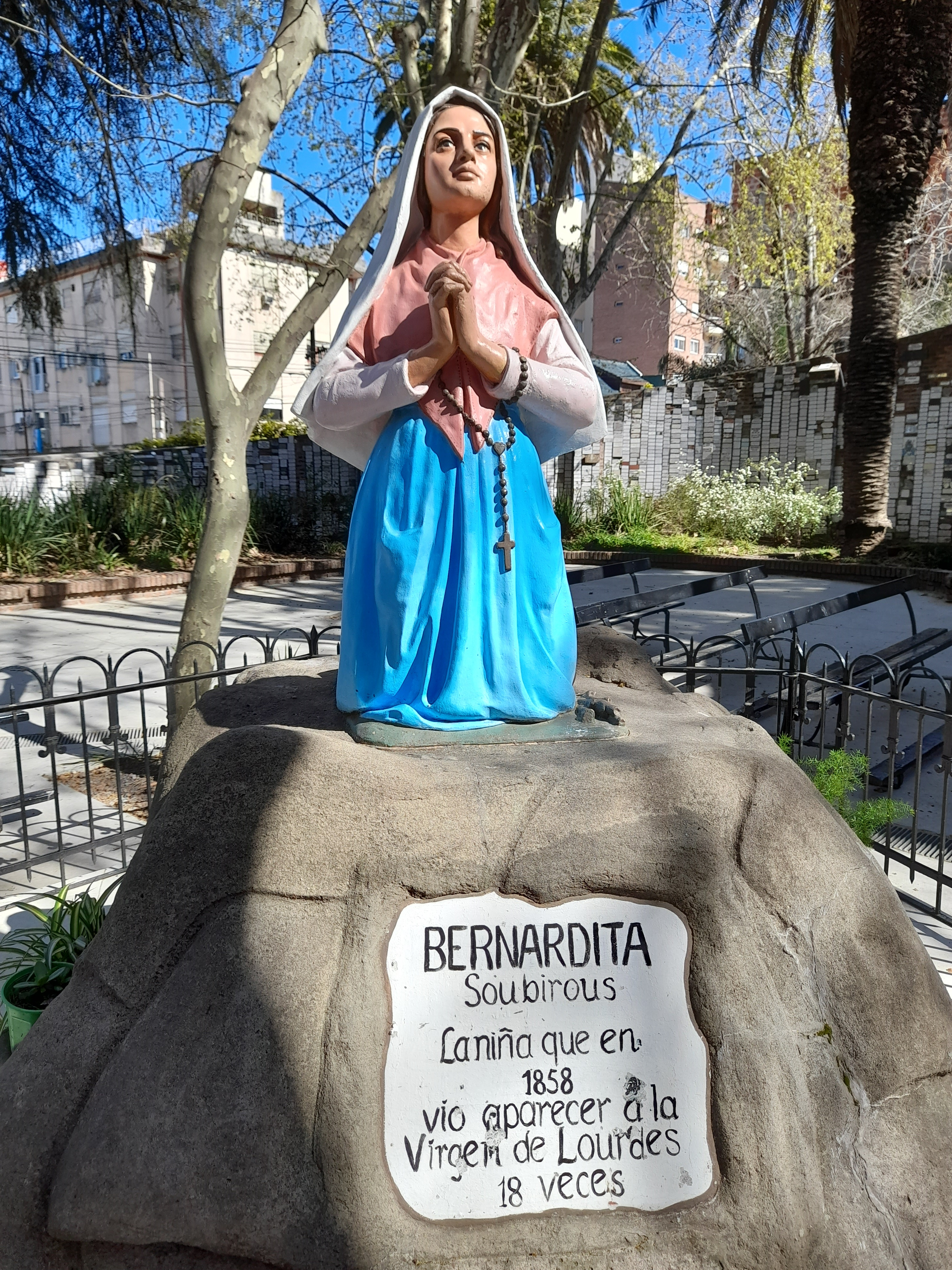
quien vió 18 veces a la Virgen en 1858. Cerca de la gruta 2022.
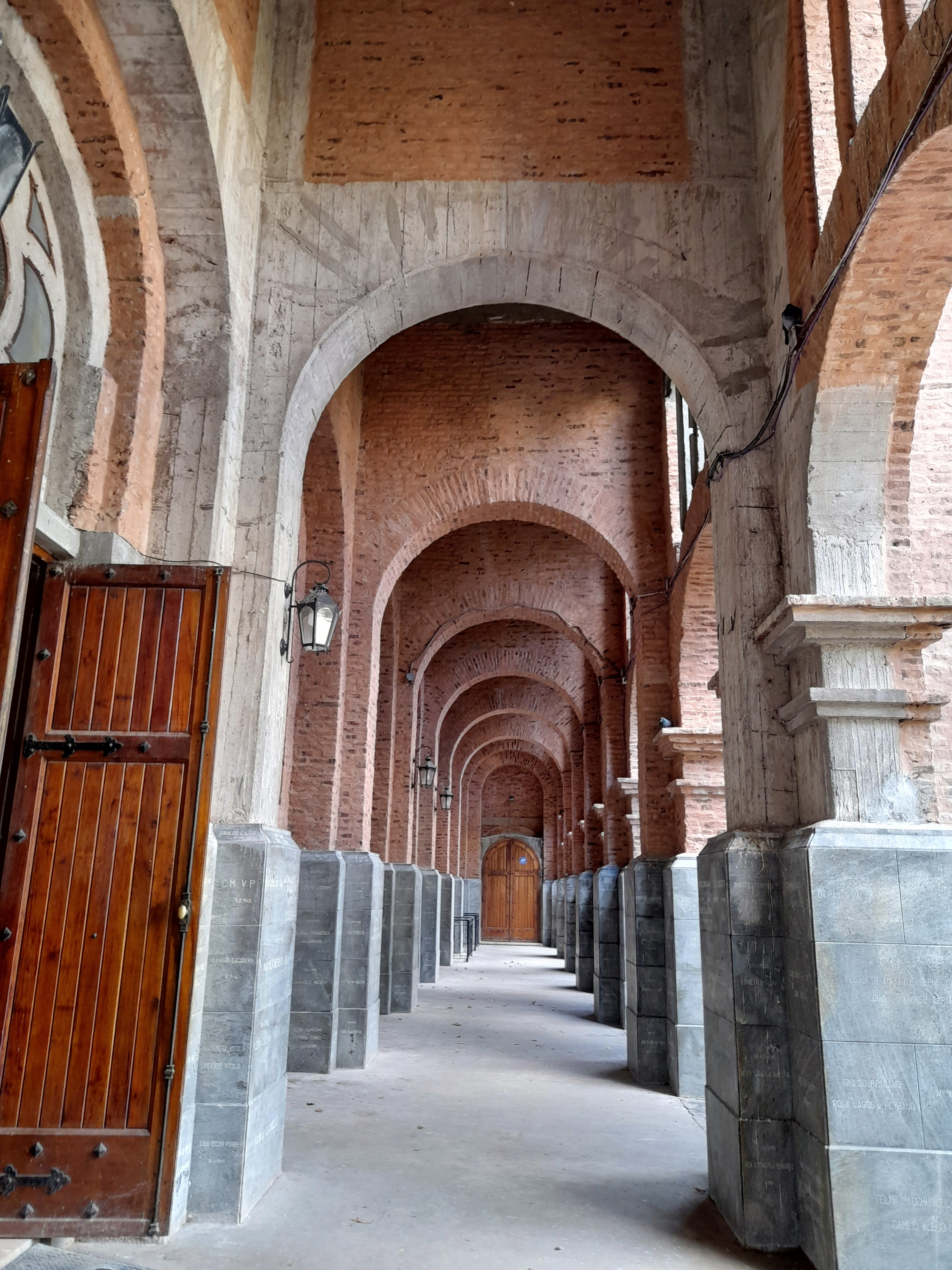
Arcos laterales derechos del templo inferior de la Iglesia en 2022.
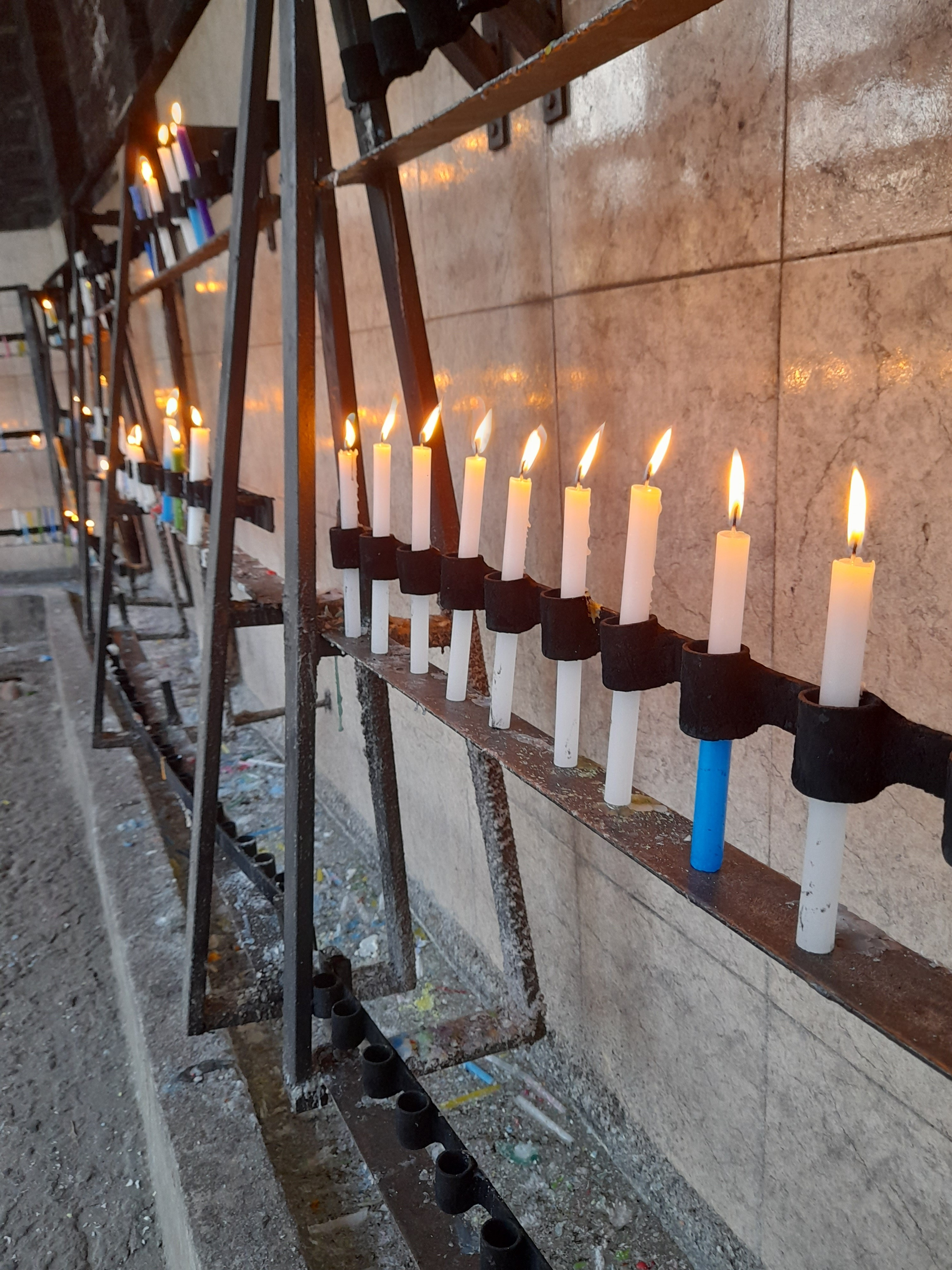
Candelabros colocados a la izquierda de la virgen junto a diversas velas que llevan de oraciones puestas por creyentes en 2021.
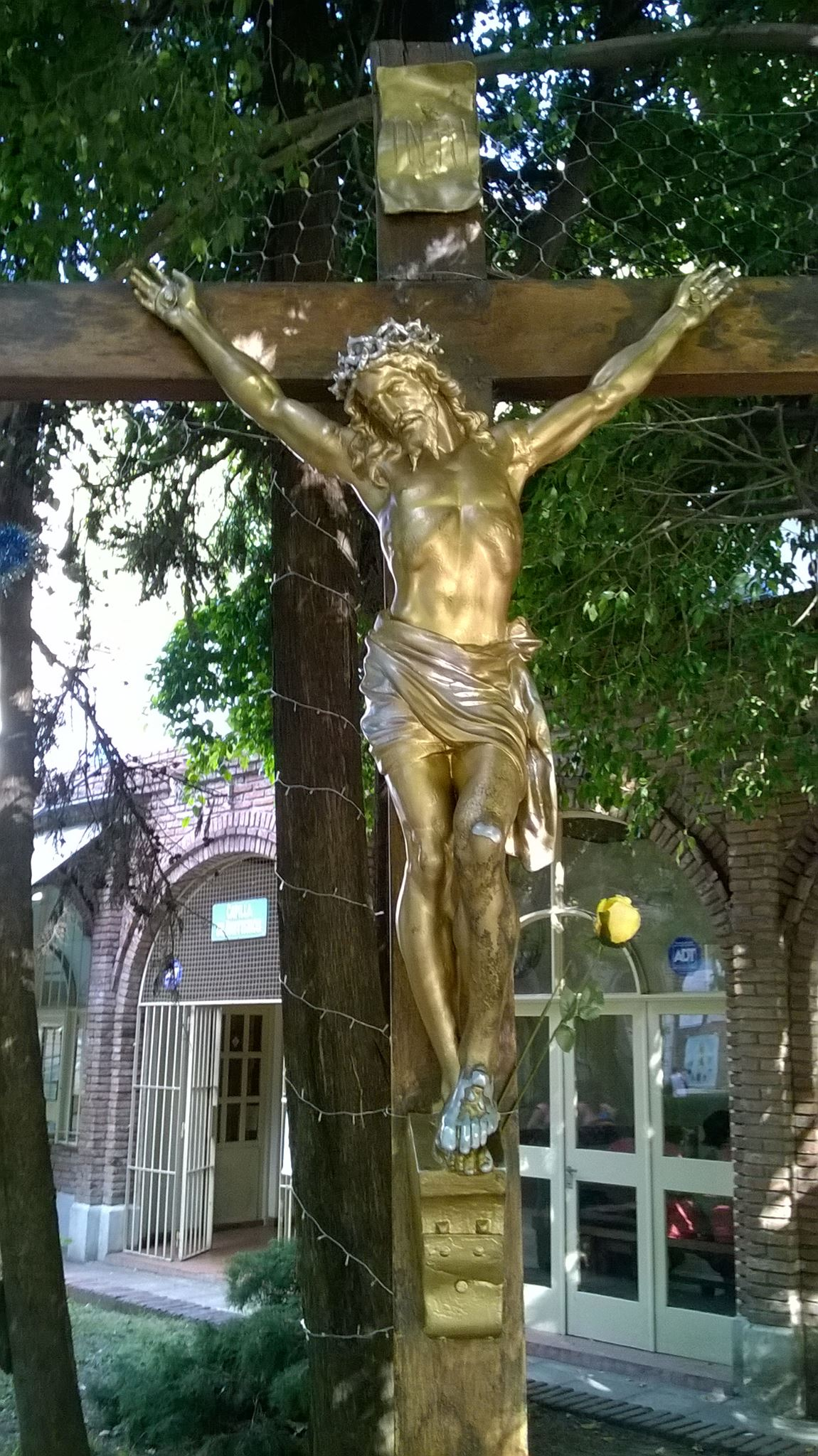
Crucifixión de Jesús, a la derecha de la entrada principal a la Iglesia en 2018.
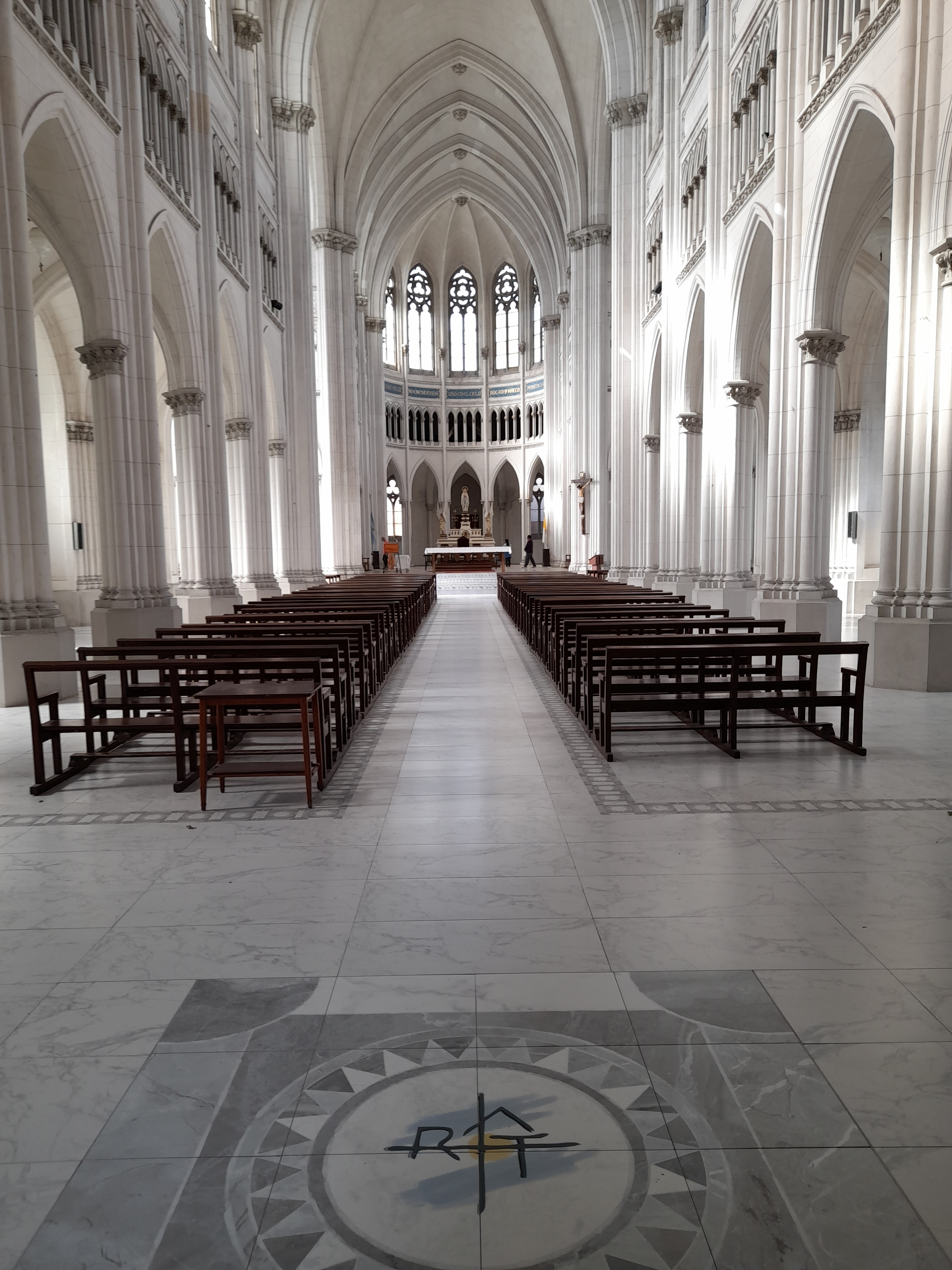
Entrada a la nave central, templo superior de estilo neogótico en 2022
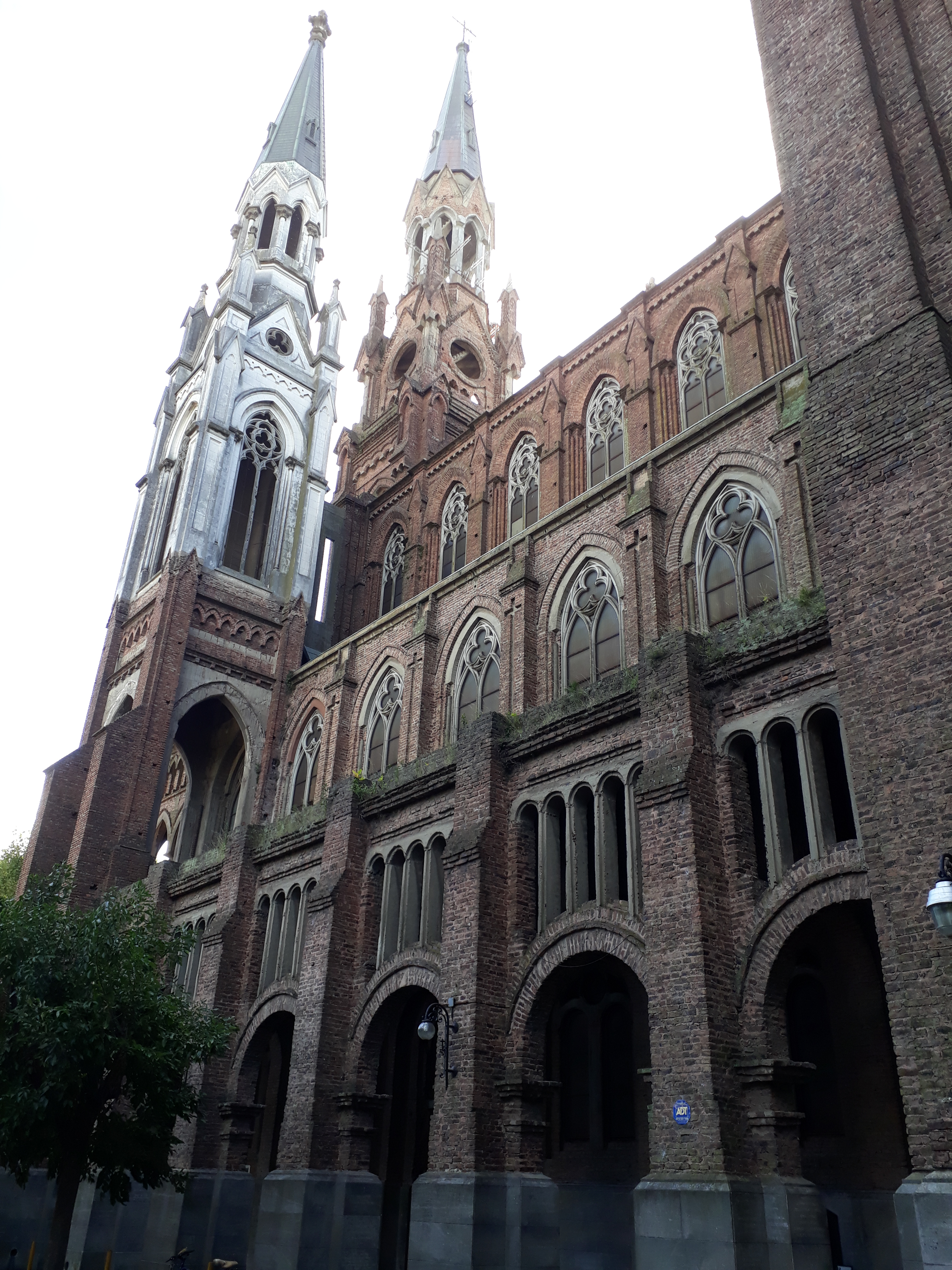
Vista de la Iglesia desde el lateral derecho en 2019.
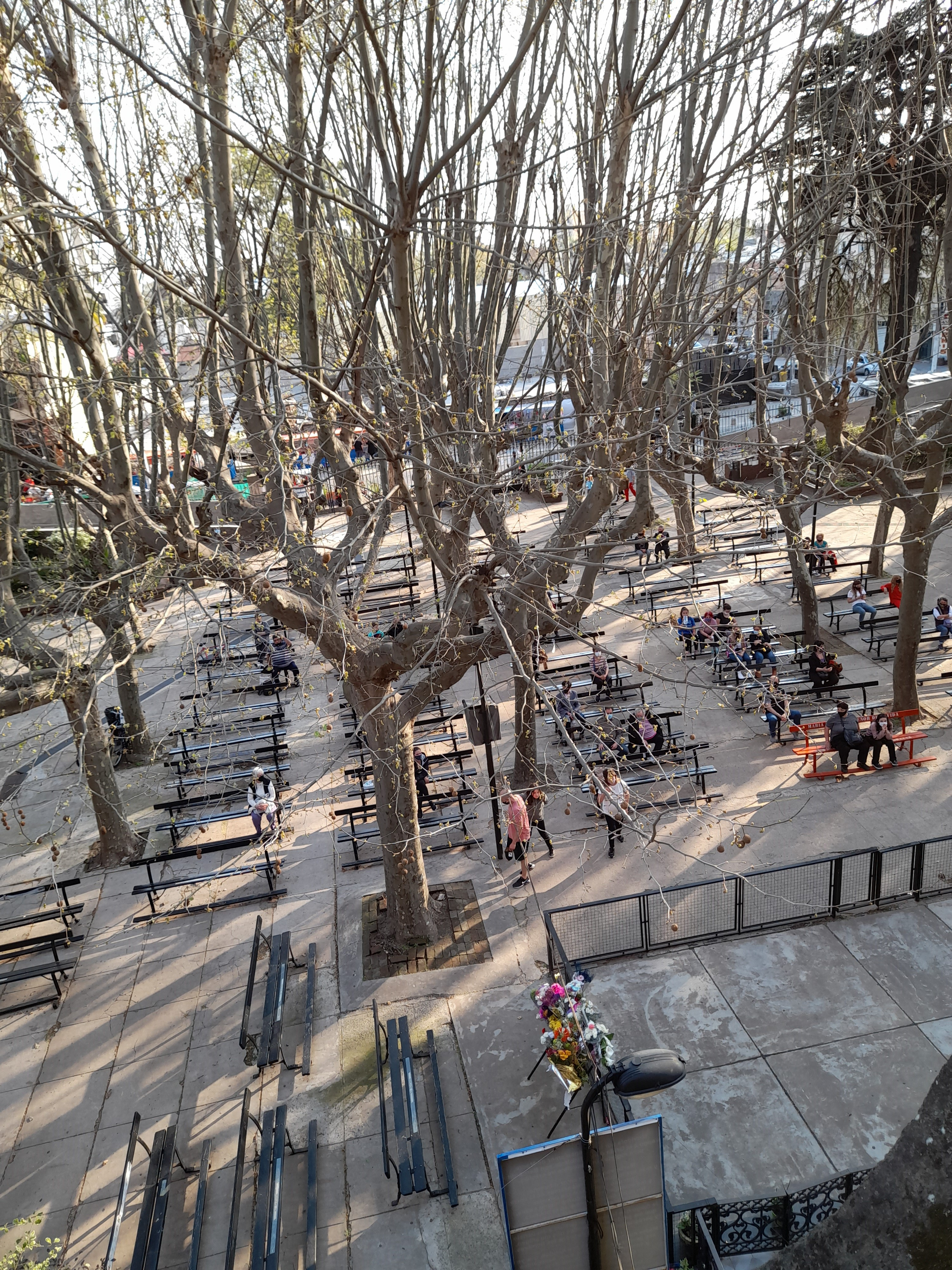
Vista del templo desde la parte superior que da a la gruta principal en 2021.
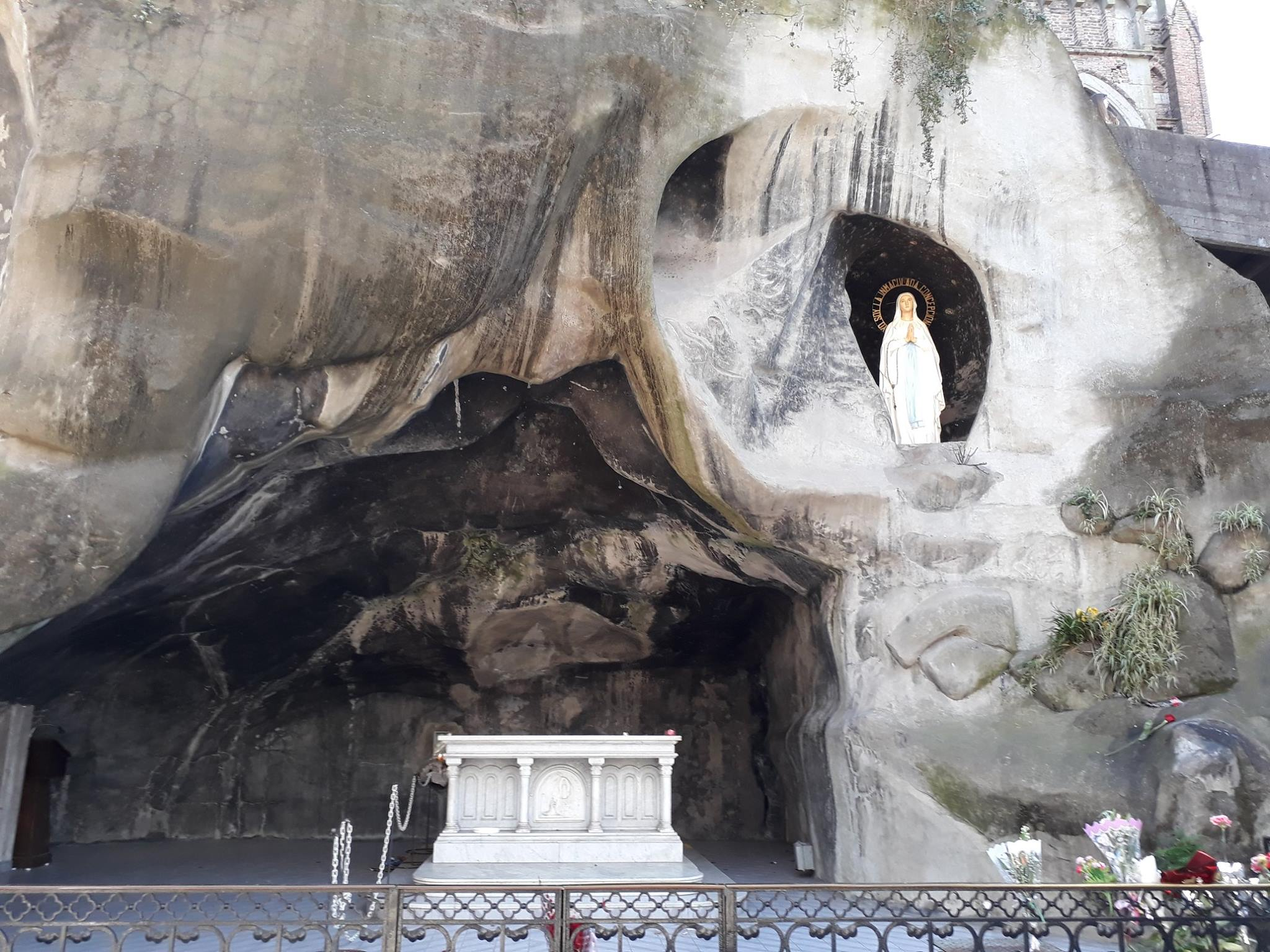
Gruta de la Iglesia en 2018.
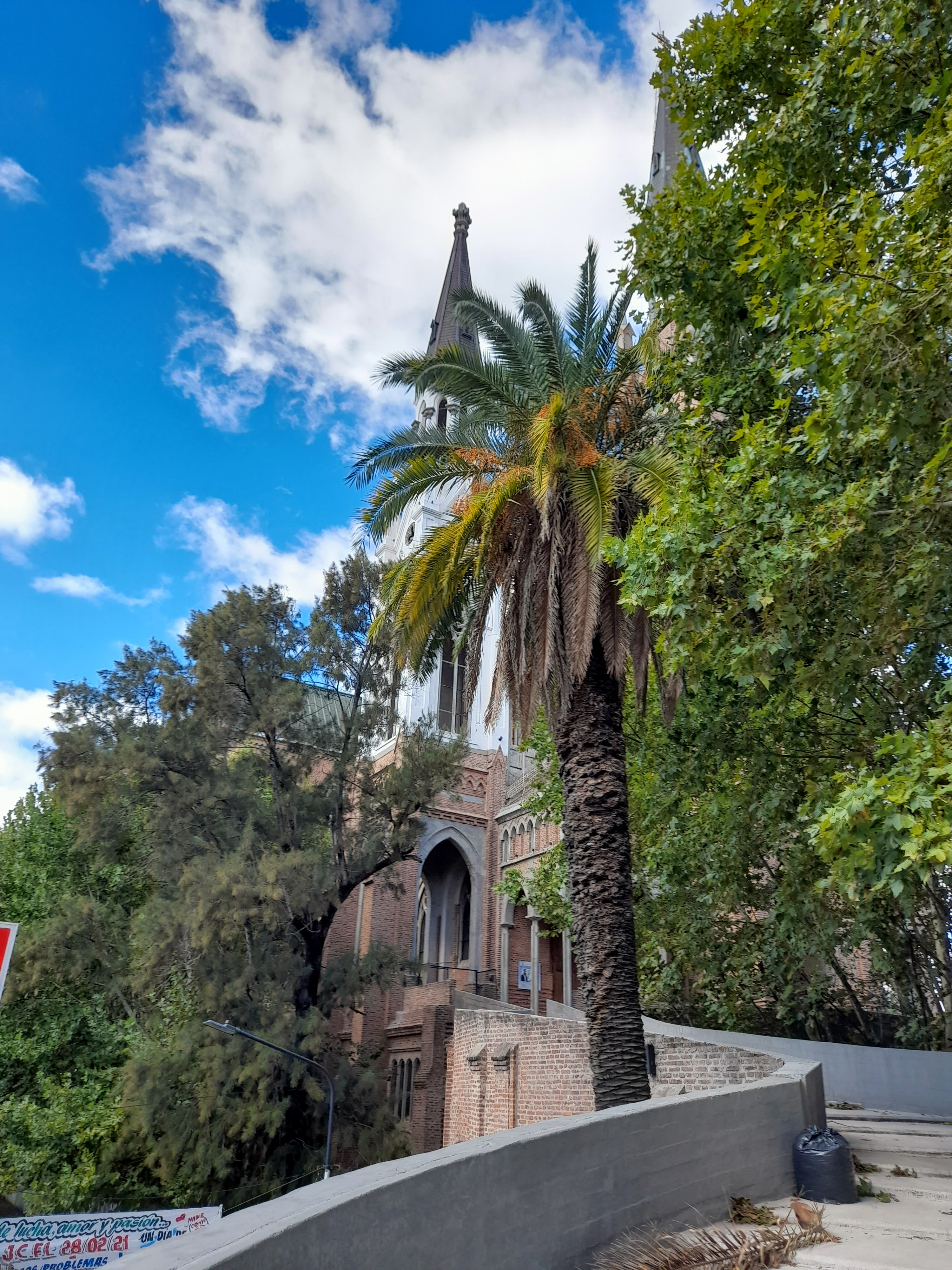
El santuario hacía la entrada por la torre izquierda en 2022.
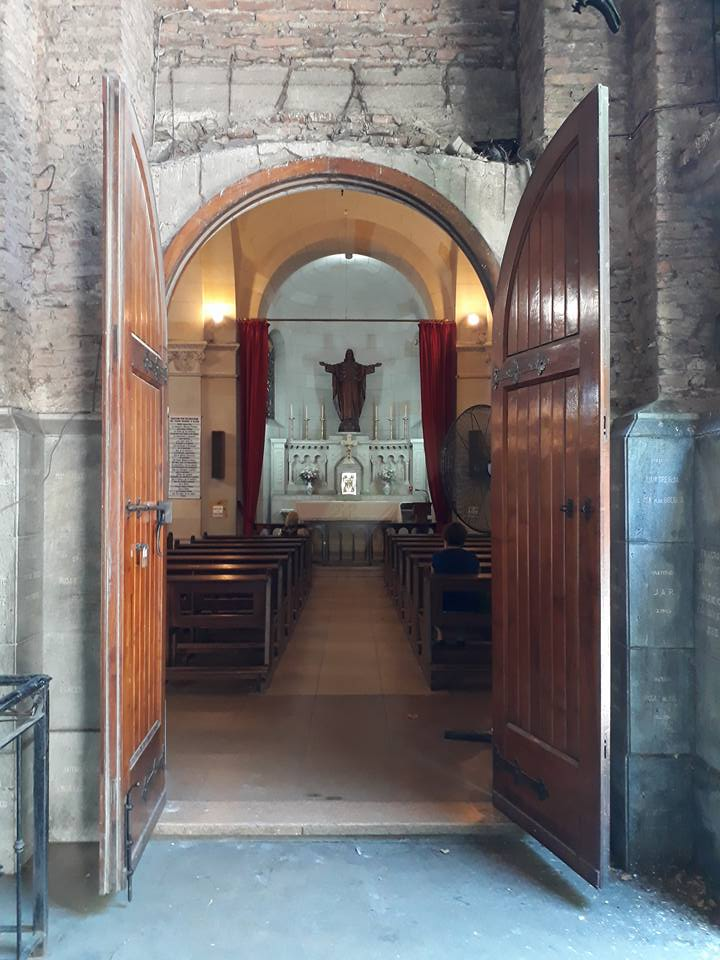
Entrada lateral derecha al Templo inferior. Detrás el Sagrado Corazón de Jesús en 2018.
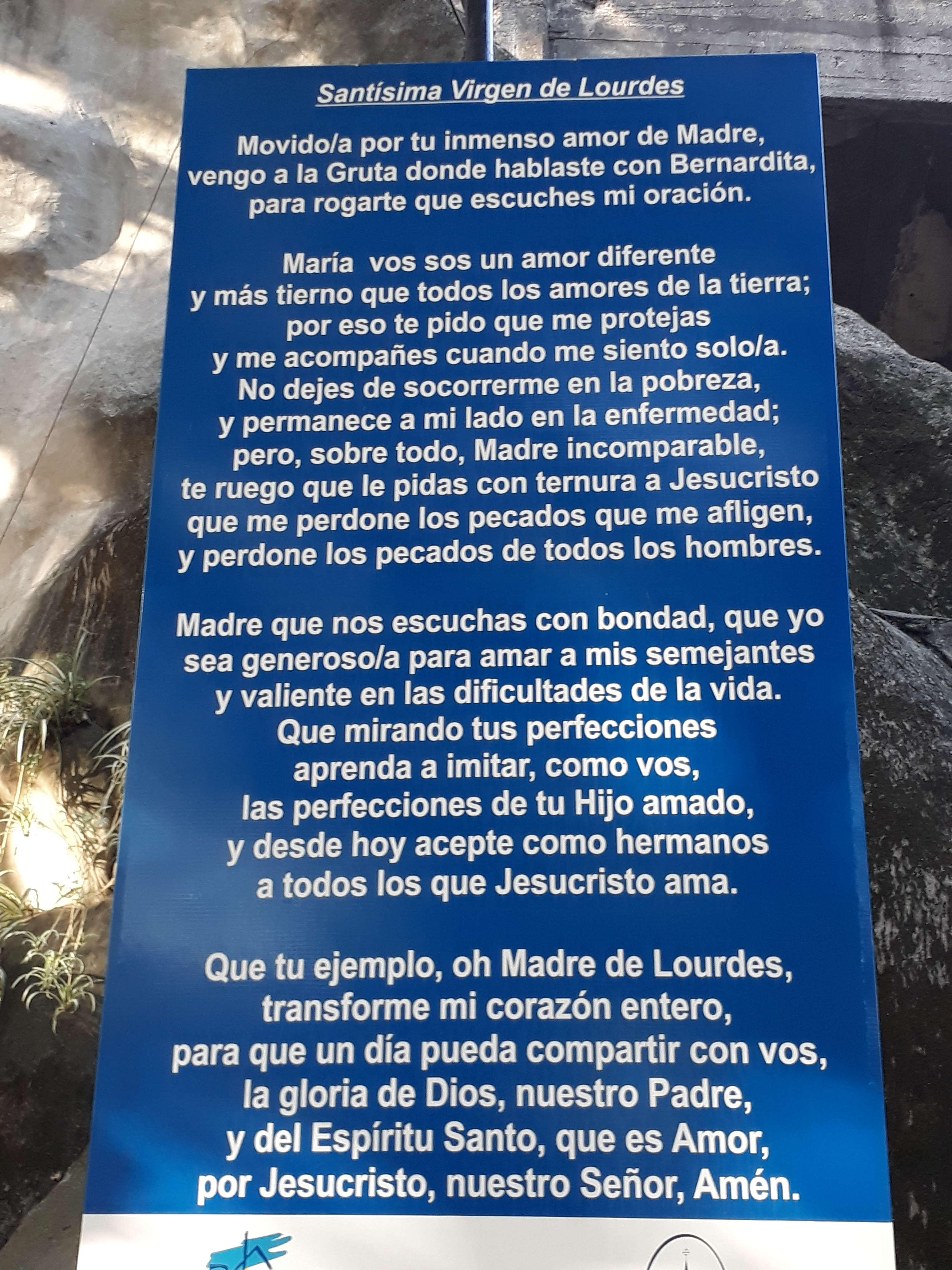
Oración a la Virgen de Lourdes en el santuario en 2019.